# Prosoplus vanicorensis
Prosoplus vanicorensis är en skalbaggsart som beskrevs av Stefan von Breuning 1940. Prosoplus vanicorensis ingår i släktet Prosoplus och familjen långhorningar. Inga underarter finns listade i Catalogue of Life.